# 莱根德
莱根德，是匈牙利诺格拉德州所辖的一个村。总面积18.41平方公里，总人口495，人口密度26.9人/平方公里（2011年1月1日）。